# Avonia ruschii
Avonia ruschii är en tvåhjärtbladig växtart som först beskrevs av Moritz Kurt Dinter och Poelln., och fick sitt nu gällande namn av Gordon Douglas Rowley. Avonia ruschii ingår i släktet Avonia och familjen Anacampserotaceae. Inga underarter finns listade i Catalogue of Life.